# Výzkumný ústav obráběcích strojů a obrábění
Výzkumný ústav obráběcích strojů a obrábění, VÚOSO
Výroba obráběcích strojů patřila v Československu mezi nosné obory už za první republiky a měla své počátky v početných strojírnách v českých zemích Rakousko-uherského mocnářství.
V předválečné době si prudký vzestup firem zejména Tomáše Bati, Zbrojovky Brno a Škody Plzeň vyžádal intenzivní rozvoj obráběcích strojů, které podmiňovaly modernizace vlastních výrob.
Tak vznikly MAS – baťovské továrny Moravské akciové společnosti a TOS – zbrojovácké Továrny obráběcích strojů, které se staly spolu se samostatnými podniky Plauert ve Varnsdorfu, Volman v Čelákovicích a Kameníček v Praze-Hostivaři, základnou moderní výroby obráběcích strojů v Československu.
Po druhé světové válce, se prosadila snaha sjednotit výrobce obráběcích strojů pod společným štítem Spojené továrny obráběcích strojů.

## Historie
V roce 1947 byl založen Výzkumný ústav obráběcích strojů a obrábění, VÚOSO, jehož hlavní funkcí bylo zajišťovat společnou konstrukci nových obráběcích strojů pro zúčastněné výrobce.
Pod vedením prvního ředitele VÚOSO, Aloise Kaňky, původně šéfkonstruktéra ze Zbrojovky Brno, byl zformován tým, ve kterém byli na pracovišti v Praze Libni, Na Žertvách 24 soustředěni konstruktéři z továren na obráběcí stroje, zejména firem Volman Čelákovice, Kameníček Hostivař a TOS Kuřim. Šlo o odborníky s bohatými zkušenostmi, kde například technologičnost konstrukcí rozvíjel Ing. Karel Skibar – prvorepublikový ředitel ve Škodových závodech v Plzni.
V návaznosti na znárodnění se Spojené továrny postupně změnily na trust Továrny strojírenské techniky TST, sdružující nyní státní podniky.
V padesátých a šedesátých letech, kdy byly v Čechách a na Slovensku postaveny další nové továrny na obráběcí stroje, nástroje a měřidla už tento trust zahrnoval na 17 velkých výrobců s výrobní kapacitou přes 150 000 lidí a s výrazným přínosem pro stát v oblasti exportu.
Konstrukce a vývoj pro tento obor získaly na významu. Bez problému se tudíž prosadilo jejich společné oborové financování, na kterém se podílely zúčastněné podniky, doplněné financováním státním.
VÚOSO si počínalo velmi dynamicky, rozšiřovalo svoje výchozí aktivity o průmyslový design, kde se stal výraznou postavou Svatopluk Král, dále o statiku, dynamiku, kmitání, přesnost, technologii obrábění, řezné nástroje apod. Výrazně se začala prosazovat automatizace – vývoj elektroniky číslicového řízení obráběcích strojů, odměřování, servopohony a hydraulika.
V činnosti VÚOSO začala hrát výraznou roli vlastní velká zkušebna a středisko NC strojů.
VÚOSO se rozrůstalo. Z původních zhruba 30 ve čtyřicátých letech, dosáhlo zhruba 150 zaměstnanců v sedmdesátých letech. Přibývali absolventi technických vysokých škol, které si následně VÚOSO vychovávalo ve špičkové experty v daných disciplínách, kteří byli aktivní v domácí i zahraniční publikační vědecké činnosti.
Vznikaly týmy vývojářů, které si získaly mezinárodní věhlas. Jmenujme alespoň průkopníky číslicového řízení Dr. Jiřího Tlustého a Dr. Jaromíra Zeleného, výzkumníka v oboru výroby ozubení, Dr. Karla Štěpánka a výzkumníka v oblasti samobuzeného kmitání obráběcích strojů Ing. Miloše Poláčka, CSc.
Ve VÚOSO vznikla řada patentů a technických vynálezů, jejichž podstatná část byla realizována výrobci obráběcích strojů a řídící elektroniky v Československu a pomohla československým obráběcím strojům dosáhnout evropské úrovně, s následným positivním dopadem na jejich prodejnost.
VÚOSO bylo například duchovním autorem první číslicově řízené frézky, vyrobené v ZPS, vystavované na světové výstavě EXPO 67 v Montrealu nebo autorem automatického systému programování Autoprog pro NC stroje, představeného ve Frankfurtu/M už v roce 1968.
Aktivní bylo VÚOSO i na mezinárodním poli. Účastnilo se, např. prostřednictvím svých špičkových expertů, práce v organizaci CIRP, zúčastňovalo se každoročně mezinárodních vědeckých konferencí a v rámci Unesco a vzájemné mezistátní spolupráce s Indii zakládalo a dovedlo do realizace indický Výzkumný ústav obráběcích strojů v Bangalore.
Po odchodu prvního ředitele Aloise Kaňky v šedesátých letech se jeho následníkem stal Ludvík Brym, který přišel ze zkušebny obráběcích strojů.
Vedle nových klasických obráběcích strojů začaly se v této době konstruovat nové generace obráběcích strojů s automatickou výměnou nástrojů – obráběcí centra, tehdy pod vedením šéfa konstrukce Aloise Košaře.
Nové konstrukce VÚOSO byly ve spolupráci s výrobci sdruženými v trustu TST rychle realizovány ve výrobě, zejména v ZPS Gottwaldov (dnes TAJMAC Zlín), TOS Kuřim, MAS Kovosvit Sezimovo Ústí (dříve Moravské a Slovácké Baťovy závody), TOS Hulín, TOS Trenčín, TOS Varnsdorf a jsou v různých modifikovaných formách ve výrobě těchto firem dodnes.
V těchto letech se ústav zabýval také projektováním výroby, tvorbou profesního třídníku klasifikace strojírenských součástí v oblasti obrábění (Třídník VÚOSO), tříděním strojírenských součástí všeobecného použití (součástí vyráběných a obráběných) a rozbory součástkové základny v Československém strojírenství za účelem standardizace výroby, zhromadnění výroby, konstrukce obráběcích strojů i automatizace technologických postupů a obrábění. Pro automatizované zpracování byl v letech 1968–1969 využíván počítač Datta Saab.
V sedmdesátých a osmdesátých letech se VÚOSO stalo hlavním řešitelem rozsáhlého státního úkolu Pružné výrobní systémy. Během osmi let (1977–1984) vyvinulo nové stroje a manipulátory, prvky řídící a měřící techniky, řídící elektroniku, odměřování, servopohony, ale i software řízení výrobního a technologického procesu.
Vrcholem se stal hlavní realizační výstup tohoto státního úkolu, pružný výrobní systém PVS 400 pro obrábění nerotačních součástí v TOS Olomouc (maximální rozměr frézované plochy 400 mm). Tento automatický systém (pracující v odpolední a noční směně bezobslužně), založený na propojení 8 obráběcích center MCFHD 63 (vlastní Olomoucké výroby) s automatickou dopravou obrobků a nástrojů, řízený 3 počítači, se stal vrcholem automatizace malosériové výroby, a je světově unikátní (funguje dodnes). Byl spuštěn v ověřovacím poloprovozu v sídle firmy Olomouc, Hálkova 20 již v letech 1978–1979 (přes tehdejší krutou zimu a uhelné prázdniny na školách, pracně se dokončovaly např. i výzkumné zprávy na ČVUT v Praze na Katedře obrábění K208-K234 v řešitelské skupině Ing. Vratislava Preclíka, CSc., kde pro uhelné prázdniny bylo temperováno pouze na 10 stupňů Celsia, v oblasti projektování nástrojových soustav a výběru vhodných součástí pro obrábění na technologických pracovištích TP 400, pro velkou kapacitu systému domácí potřeba závodu v Olomouci nepostačovala, byly vybírány vhodné součásti z dalších podniků, např. TOS Kuřim). Malé problémy se vyskytly i se souřadnicovými měřícími stroji Metre – four z Anglie s počítači Hewllett-Packard, které musely být nahrazeny přístroji firmy Opton a s případnou klimatizací haly.
Byla zde poprvé provozně použita řada zcela nových automatizačních prvků, jako adaptivní regulace, přímé měření součásti na stroji s využitím dotykových sond – vyvinuto skupinou Ing. Josefa Vaňka, CSc, zcela automatické nastavování přesných vyvrtávacích nástrojů přímo na stroji – vyvinuto skupinou Ing. Karla Čapka, CSc, apod.
Naprosto unikátní bylo použití československých minipočítačů typu ADT 4500, využitých pro skupinové řízení obráběcích center a celého výrobního systému v režimu DNC. zajímavé bylo i monitorování jednotlivých technologických pracovišť TP 400 TOS Olomouc kamerami s možností hodnocení řezného procesu na dálku v jednom řídícím centru, umístěném v severním patře haly, spolu s centrem DNC řízení pružného výrobního systému. Koncepce a zpracování řídícího softwaru neobyčejného rozsahu bylo dílem skupiny Ing. Jiřího Pujmana, CSc (absolventa K208, fakulty strojní ČVUT v Praze ve šk. roce 1968–1969).
Unikátní a odvážná koncepce celku v Olomouci, určeného pro malosériovou pružnou výrobu nerotačních (skříňovitých) součástí ze šedé litiny, využívajícího myšlenky volného pohybu jednotlivých kódovaných nástrojů mezi stroji (respektive zásobníky pro 12×12=144 nástrojových jednotek pro automatickou výměnu na osmi technologických pracovištích TP 400 a dvou identických zásobníků v přípravně nástrojových jednotek), v návaznosti na pohyb součástí upnutých na technologických paletách, byla dílem ideového tvůrce PVS 400 TOS Olomouc, Dr. Jaromíra Zeleného. Před vstupem do systému byla prováděna specializace palety a proměření na souřadnicových měřicích strojích, manipulaci a skladování obrobků a palet zajišťoval regálový sklad a dva automatické regálové zakladače, což byla koncepce rovněž unikátní. Materiálový tok obrobků doplňovaly překlápěcí stanice, mycí stanice u technologických pracovišť, mycí linky (pracoviště) po skončení obráběcího procesu, pracoviště pro kontrolu kvality obrobených součástí a systém oběhu a výměny nástrojových jednotek. Nástroje byly čištěny ultrazvukem, předseřizovány v přípravně nástrojových jednotek a vyvažovány. Poté byly umístěny v zásobnících a optickou čtecí hlavou s manipulátorem vybírány podle potřeby pro dopravu k technologickým pracovištím TP 400, kde byl postup výměny až do vřetena obráběcího stroje obdobný. Kromě proměření souřadnicovými měřícími stroji na počátku procesu, na přeseřizovacích pracovištích a konečné kontrole, bylo možné i měření několika způsoby i přímo na vyvrtávacím a frézovacím obráběcím centru MCFHD 63 (např. sonda ve vřetenu).
Tento výrobní systém, který zcela předběhl dobu, byl uveden do plného provozu v roce 1984 – a co je nejzajímavější, je úspěšně provozován ke spokojenosti TOS Olomouc (dnes firma Obráběcí stroje OS Olomouc) dosud. Podobná realizace byla později provedena v Čelákovicích, avšak sestávala pouze ze dvou obráběcích center, zato však pro větší obrobky (PVS 800).
V devadesátých letech se stal třetím ředitelem Ing. Ivan Kršiak, CSc, výzkumník v oboru hardwaru řídících CNC systémů a držitel řady patentů v této oblasti.
Vývoj v této době se soustředil zejména na minipočítače, CNC řídící systémy, měřící stroje, měřící stanice, nové konstrukce technologických buněk pro obrábění s bezobslužným provozem.
Změny po roce 1989, vedly k privatizacím firem na obráběcí stroje a celkové změně v organizaci aplikovaného výzkumu v Československu.
V roce 1990 byl jmenován ředitelem Ing. Pavel Tomek, CSc (absolvent Katedry nauky o obrábění fakulty strojní ČVUT v Praze ve šk. roce 1968–1969), de facto poslední ředitel z řad VÚOSO.
Výzkumný ústav úspěšně prošel první vlnou privatizace, došlo ke změně statutu VÚOSO v roce 1991 na akciovou společnost VÚOSO a.s..
Jednotlivé továrny obráběcích strojů se postupně osamostatnily a dočasně ztratily zájem na společném vývoji a konstrukci obráběcích strojů v rámci TST. Zanikly tak možnosti společného financování vývoje z oborových a posléze i ze státních prostředků.
VÚOSO a.s. si v této nové situaci vytvořil novou koncepci své další existence, založenou na kombinaci zakázkového vývoje v oborech, kde měl vysoké znalosti a expertní týmy s vlastní ziskovou zakázkovou činností. Nicméně postup kuponové privatizace (kdy většinu akcii postupně nabyl investiční fond) předznamenal zánik VÚOSO a.s. ve své původní funkci.
Většinový vlastník akcií, investiční fond, dosadil v roce 1994 svého nového ředitele, jehož funkcí bylo činnost ústavu postupně utlumit, zaměstnance propustit a realizovat prodej lukrativních nemovitostí, které k VÚOSO a.s. patřily.
Původní expertní týmy tak ke všeobecné škodě nevratně zanikly.
I když se zaměstnanci VÚOSO a.s. celkem bez problémů úspěšně uplatnili jinde, znamenal konec ústavu přerušení výzkumné inženýrské práce v oboru obráběcích strojů a především ztrátu lidského vysoce odborného potenciálu, který je nenahraditelný.